# نيرفانا (ألبوم إينا)
نيرفانا (بالإنجليزية: Nirvana)‏ هو خامس ألبومات المغنية الرومانية إينا أصدر في 11 ديسمبر 2017 بالاشتراك مع بلاي أند وين. صدر في هذا الألبوم 3 أغاني وهي جيمي جيمي، روليتا، ونيرفانا.